# Dyckia duckei
Dyckia duckei är en gräsväxtart som beskrevs av Lyman Bradford Smith. Dyckia duckei ingår i släktet Dyckia och familjen Bromeliaceae. Inga underarter finns listade i Catalogue of Life.